# 1995-ös UNCAF-nemzetek kupája (keretek)
Ebben a listában találhatóak az 1995-ös UNCAF-nemzetek kupája keretei. A lista nem teljes!

## Group A

### Belize
Szövetségi kapitány: 

### Costa Rica
Szövetségi kapitány: Toribio Rojas
| Szám | Poszt | Név                | Születési dátum (Kor) | Vál. | Klub |
| ---- | ----- | ------------------ | --------------------- | ---- | ---- |
|      | K     | Erick Lonnis       |                       |      |      |
|      | K     | Marvin Solórzano   |                       |      |      |
|      | V     | Austín Berry       |                       |      |      |
|      | V     | Pablo Chinchilla   |                       |      |      |
|      | V     | Evaristo Contreras |                       |      |      |
|      | V     | Reynaldo Parks     |                       |      |      |
|      | V     | Alexánder Madrigal |                       |      |      |
|      | V     | Mauricio Montero   |                       |      |      |
|      | V     | Carlos Ulate       |                       |      |      |
|      | V     | Mauricio Wright    |                       |      |      |
|      | KP    | Floyd Guthrie      |                       |      |      |
|      | KP    | Wílmer López       |                       |      |      |
|      | KP    | Sergio Morales     |                       |      |      |
|      | KP    | Roy Myers          |                       |      |      |
|      | KP    | Mauricio Solís     |                       |      |      |
|      | CS    | Jéwisson Bennett   |                       |      |      |
|      | CS    | Rolando Fonseca    |                       |      |      |
|      | CS    | Hernán Medford     |                       |      |      |
|      | CS    | Carlos Wanchope    |                       |      |      |

### Salvador
Szövetségi kapitány: Jose Omar Pastoriza
| Szám | Poszt | Név                      | Születési dátum (Kor) | Vál. | Klub                  |
| ---- | ----- | ------------------------ | --------------------- | ---- | --------------------- |
|      | K     | Raul Garcia              |                       |      | C.D. Aguila           |
|      | K     | Adolfo Menéndez          |                       |      | C.D. FAS              |
|      | V     | Leonel Cárcamo           |                       |      | C.D. Luis Angel Firpo |
|      | CS    | Raul Diaz Arce           |                       |      | C.D. Luis Angel Firpo |
|      | CS    | Ronald Cerritos          |                       |      | AD El Transito        |
|      | V     | Jorge Humberto Rodríguez |                       |      | C.D. FAS              |
|      | KP    | Mauricio Cienfuegos      |                       |      | C.D. Luis Angel Firpo |

## B csoport

### Guatemala
Szövetségi kapitány: Jorge Roldán
| Szám | Poszt | Név                | Születési dátum (Kor) | Vál. | Klub               |
| ---- | ----- | ------------------ | --------------------- | ---- | ------------------ |
|      | K     | Edgar Estrada      | 1967. november 16.    |      | CSD Comunicaciones |
|      | V     | Julio Girón        | 1970. március 2.      |      | Aurora FC          |
|      | V     | Erlin Luna         |                       |      | GUA                |
|      | V     | Martín Machón      |                       |      | CSD Comunicaciones |
|      | V     | Erick Miranda      |                       |      | CSD Comunicaciones |
|      | V     | German Ruano       |                       |      | CSD Municipal      |
|      | KP    | Castro             |                       |      |                    |
|      | KP    | Juan Manuel Funes  | 1966. május 16.       |      | CSD Municipal      |
|      | KP    | Engelbert Herrera  |                       |      | GUA                |
|      | KP    | Jorge Rodas        |                       |      |                    |
|      | KP    | Everaldo Valencia  |                       |      |                    |
|      | CS    | Edgar Arriaza      |                       |      | GUA                |
|      | CS    | Diaz               |                       |      |                    |
|      | CS    | Roberto Montepeque |                       |      | GUA                |
|      | CS    | Julio Rodas        |                       |      |                    |

### Honduras
Szövetségi kapitány: 

### Panama
Szövetségi kapitány:

## Külső hivatkozások
- A torna az RSSSF honlapján